# Chotomów
Chotomów is een plaats in het Poolse district  Legionowski, woiwodschap Mazovië. De plaats maakt deel uit van de gemeente Jabłonna en telt 4349 inwoners.

## Verkeer en vervoer
- Station Chotomów